# Witten-Hörder Mulde
Die Witten-Hörder Mulde ist eine kesselartige Talsenke bei Witten (Ennepe-Ruhr-Kreis) und den südlichen Dortmunder Ortsteilen rund um Hörde im westfälischen Ruhrgebiet zwischen den Randerhebungen der Westfälischen Bucht im Norden und dem Rheinischen Schiefergebirge im Süden. Sie stellt einen flachwelligen Korridor zwischen dem Tal der Ruhr im Südwesten und dem der Emscher im Norden her.
Naturräumlich stellt die Mulde (Kennziffer 542.4) den äußersten Südwestausläufer der Hellwegbörden (Haupteinheit 542) im Süden der Westfälischen Bucht (Haupteinheitengruppe 42) dar, der durch den Dortmunder Rücken (542.20) im Nordosten, das Ardeygebirge nebst seinen Ausläufern links der Ruhr von Osten bis Südwesten und durch die Stockumer Höhe im Nordwesten begrenzt wird.

## Geologie und Landschaft
Die Witten-Hörder Mulde ist geologisch im Faltenbau des abtauchenden flözführenden Karbons als Wittener Mulde vorgebildet. Sie ist klimatisch mild und, bedingt durch ihre Lage an der Leeseite der nach Westen sich anschließenden Höhenzüge, vergleichsweise niederschlagsarm.
Der etwa 100 m hoch gelegene Muldenboden steigt an den Nahtstellen zu Ardey und Stockumer Höhe sanft auf bis um 140 m an. Die Entwässerung erfolgt auf Dortmunder Gebiet praktisch ausschließlich nach Norden zur Emscher, die im Osten in die Mulde eintritt und sie fortan entlang der Südflanke des Dortmunder Rückens nördlich flankiert. Die Hauptverkehrslinien von der unteren Ruhr nach Dortmund und Unna folgen der Mulde.

## Orte und Ortsteile
Neben der Kernstadt von Witten nebst den Ortsteilen Annen und Rüdinghausen im Nordosten ziehen sich folgende Ortsteile Dortmunds über das Zentrum der Witten-Hörder Mulde nach Nordwesten:
- Persebeck
- Menglinghausen
- Hombruch
- Brünninghausen
- Hacheney
- Hörde
- Schüren

Andere Ortsteile liegen in ihren Randgebieten, manche mit mehr als der Hälfte ihrer Fläche, in der Mulde.
Geomorphologisch setzt sich die Mulde flussaufwärts, nach Osten, entlang der Talung der Emscher über Aplerbeck bis Sölde fort.

## Benachbarte Naturräume
Folgende Naturräume grenzen an die Witten-Hörder Mulde (nebst Angabe der jeweiligen Haupteinheit):
- Dortmunder Rücken (östlicherer Norden und nördlicherer Osten) – ebenfalls Hellwegbörden
- Ardeygebirge (Osten bis westlicher Süden, Nahtstelle in Nordost-Südwest-Richtung) – Niederbergisch-Märkisches Hügelland, Süderbergland
- Ardeypforte (Eintritt der Ruhr, westlicher Süden) – Niederbergisch-Märkisches Hügelland
- Bergisch-Märkisches Hügelland (Südwesten) – Niederbergisch-Märkisches Hügelland
- Unteres Ruhrtal (Austritt der Ruhr im äußersten Westen) – Niederbergisch-Märkisches Hügelland
- Stockumer Höhe (Nordwesten) – Westenhellweg
- Emschertal (Austritt der Emscher im Norden) – Emscherland